# Okçular (Karakoçan)
Okçular (kurdisch: Oxçîyan) ist ein türkisches Dorf mit 237 Einwohnern (2009) in Ostanatolien im Landkreis Karakoçan in der Provinz Elazığ.